# Wiene (Halver)
Wiene ist eine Hofschaft in Halver im Märkischen Kreis im Regierungsbezirk Arnsberg in Nordrhein-Westfalen (Deutschland).

## Lage und Beschreibung
Wiene liegt auf 370 Meter über Normalnull im nordöstlichen Halver auf einem Höhenzug zwischen den Tälern des Schlechtenbachss und des Steinbachs. Westlich von Wiene erhebt sich mit 425,7 Metern über Normalnull eine kleine Anhöhe. Der Ort ist über Nebenstraßen der Landesstraßen L528 und L868 zu erreichen. Nachbarorte sind  Othmaringhausen, Ober- und  Mittelcarthausen, Carthausen und Steinbach. 

## Geschichte
Wiene wurde erstmals 1557 urkundlich erwähnt, die Entstehungszeit der Siedlung wird aber im Zeitraum zwischen 1300 und 1400 in der Folge der zweiten mittelalterlichen Rodungsperiode vermutet. Wiene ist ein Abspliss von Othmaringhausen.
1818 lebten 15 Einwohner im Ort. 1838 gehörte Wiene der Gloerfelder Bauerschaft innerhalb der Bürgermeisterei Halver an. Der laut der Ortschafts- und Entfernungs-Tabelle des Regierungs-Bezirks Arnsberg als Hof kategorisierte Ort besaß zu dieser Zeit drei Wohnhäuser, eine Fabrik bzw. Mühle und ein landwirtschaftliches Gebäude. Zu dieser Zeit lebten 23 Einwohner im Ort, allesamt evangelischen Glaubens.
Das Gemeindelexikon für die Provinz Westfalen von 1887 gibt eine Zahl von 23 Einwohnern an, die in drei Wohnhäusern lebten.